# Gorgánok vidéke
A Gorgánok vidéke földrajzi tájegység a Kárpátokban, Ukrajna területén.

## Tájbeosztás
A Kárpát–Pannon-térség természeti tájbeosztása szerint az Északkeleti-Kárpátok nagytáj részét képező középtáj. Maga a Gorgánok, Máramarosi-Verhovina, Kraszna-havas és Fagyalos kistájakból áll.

## Vízrajz
A Gorgánok vidékén található a Fekete-Tisza forrásvidéke.